# Kaliakra Kawarna
PFK Kaliakra Kawarna (bulgarisch ПФК Калиакра Каварна, voller Name Professioneller Fußballklub Kaliakra Kawarna: bulg. Професионален футболен клуб Калиакра Каварна/Profesionalen futbolen klub Kaliakra Kawarna) ist ein bulgarischer, professioneller Fußballverein aus der Stadt Kawarna. Der Club spielt momentan (2010/11) in Bulgariens höchster Fußballliga, der A Grupa. Der Name leitet sich von der mittelalterlichen Stadt Kaliakra ab. Präsident des Klubs ist Zonko Zonew, Bürgermeister der Stadt Kawarna.

## Geschichte
Der Verein wurde 1922 gegründet und trägt seinen heutigen Namen seit 1957. Zuvor hatte der Club mehrere Namen: Venus Venera, Bizone, SC Dobrotich, SC Spartak und Cherveno zname.

## Stadion
Kawarna trägt seine Spiele im Kaliakra Stadion aus. Das Stadion fasst 5.000 Zuschauer und wurde 1967 errichtet.

## Erfolge
- Aufstieg in die A Grupa: 2010
- Pokalhalbfinalist: 2009/10